# Кудлатівка
Кудла́тівка — село в Войнилівській громаді Калуського району Івано-Франківської області України.

## Історія
Колишня назва села — Юліанівка, походить, напевно, від імені пана Юліана Голейовського. Його батько був власником Бабина. А Кудлатівка (Юліанівка) — це третя частина Бабина (тепер - Середній Бабин). Виділилося зі складу Бабина як окрема адміністративна одиниця.
Після приєднання Західної України до СРСР село ввійшло 17 січня 1940 р. до новоутвореного Войнилівського району. 12 червня 1951 р. під приводом попереднього злиття колгоспів Войнилівський райвиконком рішенням № 320 ліквідував Кудлатівську сільраду з приєднанням до Слобідківської сільради.

## Населення

### Мова
Розподіл населення за рідною мовою за даними перепису 2001 року:
| Мова       | Кількість | Відсоток |
| ---------- | --------- | -------- |
| українська | 452       | 99.78%   |
| російська  | 1         | 0.22%    |
| Усього     | 453       | 100%     |

## Пам'ятки

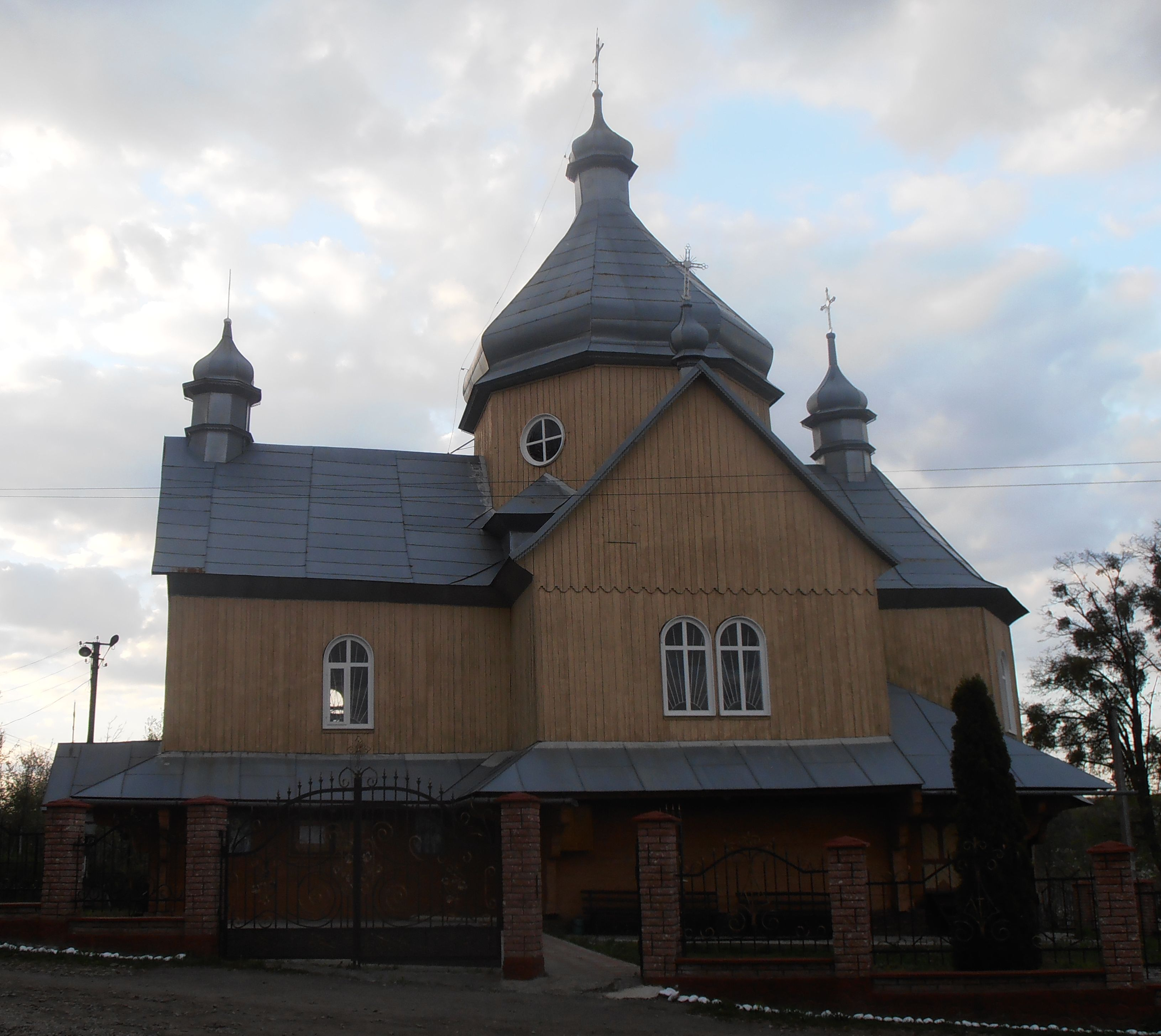
Церква св. Йосафата

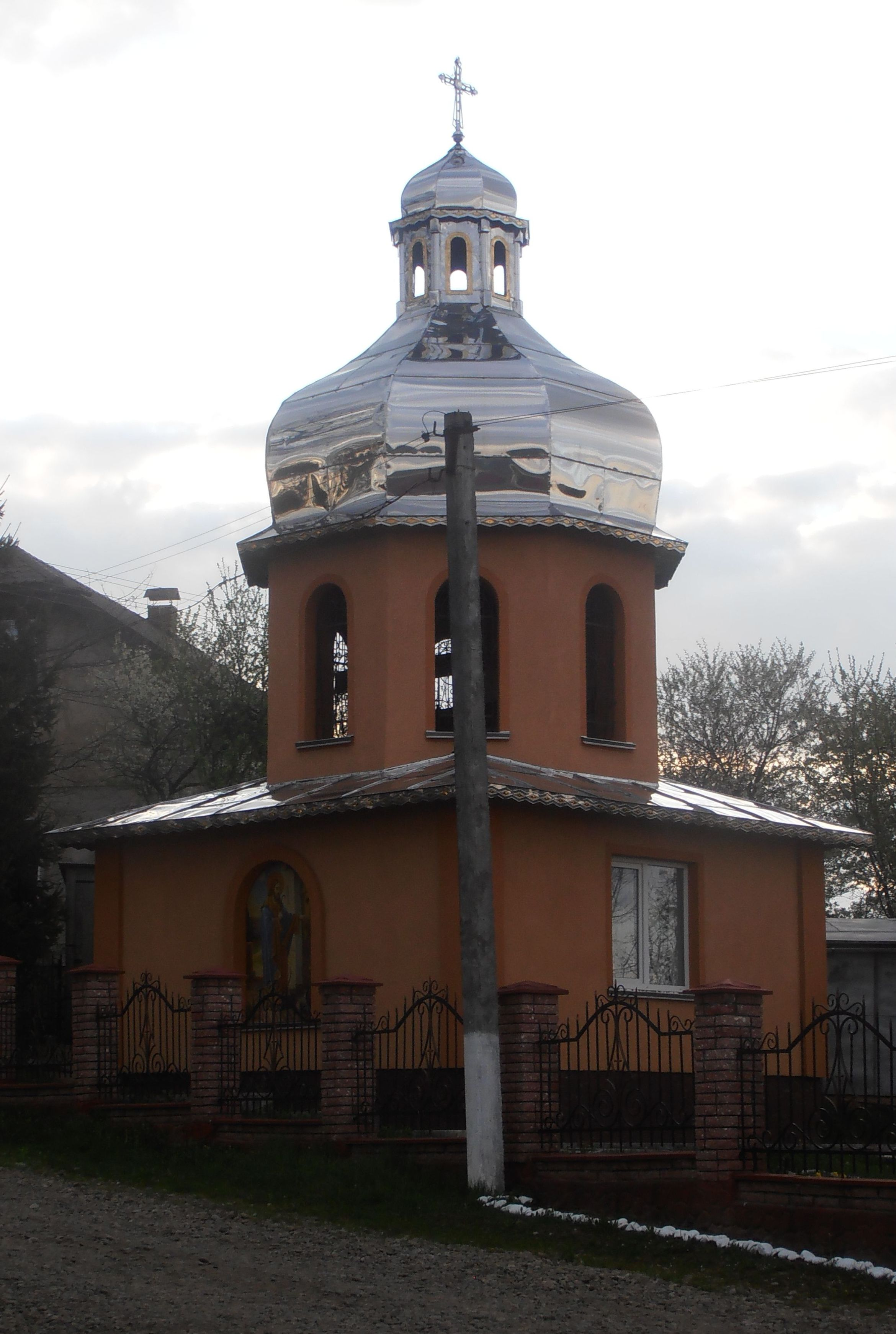
Дзвіниця

У селі є церква св. Йосафата (храмове свято 25 листопада), збудована 1910 року, пам'ятка архітектури місцевого значення №772. Австрійська армія конфіскувала в серпні 1916 р. в кудлатівській церкві 5 дзвонів діаметром 58, 45, 39, 34, 25 см, вагою 95, 47, 32, 20, 7 кг, виготовлених у 1908-1909 рр. Після війни польська влада отримала від Австрії компенсацію за дзвони, але громаді села грошей не перерахувала.

## Соціальна сфера
- Школа І ст[5]. на 50 місць[6]
- 112 дворів, 439 мешканців.

## Вулиці

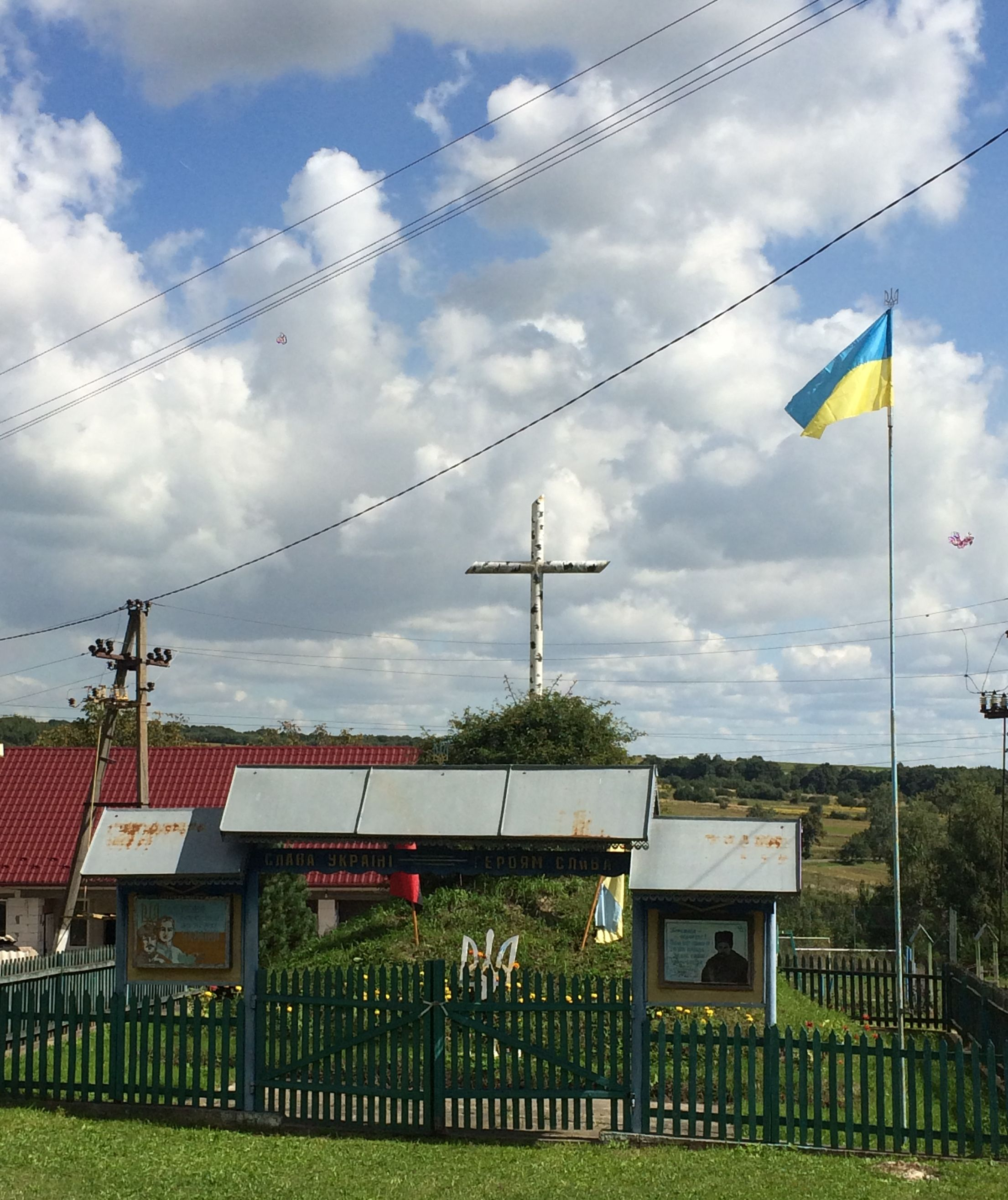
Могила борцям за волю України

У селі є вулиці:
- Лесі Українки
- Озерна
- Степана Бандери